# Alain Ughetto
Alain Ughetto (1950) è un regista e animatore francese, specializzato nell'animazione stop-motion.

## Biografia
Alain Ughetto nasce in Francia da una famiglia di origine italiana, essendo i due nonni paterni originari della Borgata Ughettera, parte del comune di Giaveno in Piemonte.
Nel 1981 debutta con il suo cortometraggio L'Échelle, che viene candidato al César per il miglior cortometraggio d'animazione del 1982, senza vincerlo.
Nel 1984 presenta il suo corto La Boule al Festival di Cannes nella sezione "Perspectives du cinéma français", con il quale vince nel 1985 il César per il miglior cortometraggio d'animazione.
Nel 2013 viene distribuito il suo primo lungometraggio, Jasmine, candidato all'European Film Awards per il miglior film d'animazione del 2013.
Nel 2022 esce Manodopera, suo secondo lungometraggio e film biografico sulla storia dell'emigrazione della sua famiglia. Il film viene premiato con il "Prix du jury"  e il "Prix Fondation Gan à la Diffusion" al Festival internazionale del film d'animazione di Annecy 2022 e con l'European Film Awards per il miglior film d'animazione del 2022.

## Filmografia

### Cortometraggi
- L'Échelle (1981)
- La Boule (1984)

### Lungometraggi
- Jasmine (2013)
- Manodopera (Interdit aux chiens et aux Italiens) (2022)